# Calcio Castel San Pietro Terme
Le Calcio Castel San Pietro Terme est un club de football de Castel San Pietro Terme (en province de Bologne).
Fondée en 1932, elle a disputé 6 championnats de C2, le dernier en 2005-2006 et 14 championnats de Serie D où il évolue actuellement.